# あなたのことはそれほど
『あなたのことはそれほど』は、いくえみ綾による日本の漫画作品。『FEEL YOUNG』（祥伝社）にて2010年10月号から2017年8月号まで不定期に連載された。単行本は全6巻。既婚者の女性が小学校の頃から好きだった同級生と再会し、不倫関係に陥る物語。2017年にTBSテレビ系でテレビドラマ化された。

## あらすじ
29歳の美都（みつ）は偶然小中学校の同級生で初恋の人・有島光軌と再会し、不倫関係となる。有島は妻の出産を機に既婚者であると明かし別れようとするが、美都は自らも夫がいることを明かした上で交際の継続を求める。
2人はその後も逢瀬を重ねるが、有島が常に育児を優先することや、美都の夫・涼太が浮気を知っていたと明かしたことから美都は衝動的に有島宅を訪れ、妻の麗華と面会する。その後涼太も有島夫妻と接触したため、勘のよい麗華は夫への疑念を深めていく。
涼太は浮気を知っても美都を愛し続けると言い、美都も涼太との婚姻を維持したまま有島とも関係を続けようとするが、有島は日に日に冷たくなる麗華を恐れて別れを切り出す。当初は別れ話に応じなかった美都も涼太の束縛を嫌がり、家を出たのち有島との別れを受け入れる。その後美都は涼太に連れ戻されるも、離婚を拒む涼太の執着に恐怖し別居する。
有島が浮気を認めたため、麗華は娘の亜胡を連れて実家に帰る。有島は毎日朝と晩に片道2時間ずつかけて麗華と亜胡のもとに通う。頑なに拒み続けた麗華だが、光軌の浮気に乱された自身の心に興味が湧いたと復縁を受け入れる。
美都は涼太と離婚し、脳出血の後遺症が残る母親の介護に明け暮れる日々を過ごす。涼太は美都への未練を抱えながら、下書きのままになっているメッセージを送ることができずにいる。

## 登場人物
渡辺 美都（わたなべ みつ）
旧姓：三好（みよし）。小学6年生（12歳）の時に転校してきた有島に一目惚れした。中学生の頃、母が経営していたスナックの常連客の占い師に「2番目に好きな人と結婚するといい」と言われ、ショックを受ける。中学2年の冬、自宅兼店舗の騒音に耐え兼ね外にいたところ、偶然中学でも一緒の有島と会い、成り行きで関係を持つ。
眼科で受付をしていた時に涼太と知り合い、占い師の助言通り「2番目に好きな人」である涼太と結婚した。
30歳目前で偶然有島と再会し、既婚者であることを隠したまま関係を持つ。有島も既婚者であり、子供が産まれたことを知ると自身も夫がいることを告白し、「無茶なこと言わないから安心して」と不倫関係の続行を申し出る。
有島と再会してからは周囲（特に親友の香子）から違和感を持たれるほど大いに浮かれており、危機感もあまりない。自身の浮気を知りながらも結婚生活を続けようとする涼太の異常性に怯え、家出する。
有島 光軌（ありしま こうき）
美都の小学6年から中学時代の同級生。イケメンで女子から人気があった。いつも自分を見つめてくる美都を気持ち悪いと思っていたが成り行きで関係を持ち、以降は美都を避けたまま中学を卒業する。高校卒業後、クラスメイトだった麗華と交際を始め、結婚する。育児にも協力的で、一人娘の亜胡（あこ）を溺愛している。
麗華の里帰り中に偶然美都と再会し、不倫関係となる。お互い既婚者であり、自身に子供が産まれたことを知っても関係を続けようとする美都を「変な奴」だと言いつつ、逢瀬を重ねる。
中学時代はクールで寡黙だったが、高校からは明るくノリの良い性格になった。
渡辺 涼太（わたなべ りょうた）
美都の夫。インテリア関係の会社に主任として勤めている。眼科を受診した際、受付業務の美都と知り合い、結婚した。料理好きで家事も得意。SNSに写真を載せることが趣味。
有島と再会する前、彼の夢を見ていた美都が寝言で「有島くん」と言ったのを聞いたことで不安に駆られ、美都の携帯電話を盗み見する癖が付いてしまう。優しく穏やかな性格だが、美都の不倫に気づいてからは狂気的で異常な行動をとり、美都への愛情は執着的である。
36歳を迎えた直後に離婚したが、美都の母が倒れたことを知らせてくれた。
涼太が10代のときに母・姿子（しなこ）を既に亡くしている。たった一人の父親とともに母の墓参りをいつも訪れている。
有島 麗華（ありしま れいか）
旧姓：戸川（とがわ）。光軌の妻。光軌の高校時代のクラスメイトで、学級委員長を務める真面目だが地味な生徒だった。家計を助けるため地元の焼肉屋でバイトをしている。光軌を好きな女生徒の言動がきっかけで光軌への気持ちを自覚し、強引にキスをする。高校卒業後から付き合い始め、結婚に至る。職場の産休と育休をとりながら一人娘の亜胡を出産し、子育てに勤しんでいる。いわゆる優等生タイプで、光軌の浮気に勘づいても感情的になることはなく、正論で光軌を追い詰める。
離婚を求める父とそれを拒否する母が長らく別居状態にあり、高校時代から何かと苦労が絶えなかった。2歳年下の妹の優華がいる（ニュージーランド人の夫と結婚して娘がいる。ニュージーランド在住）。

## 書誌情報
- いくえみ綾『あなたのことはそれほど』祥伝社〈フィールヤングコミックス〉 全6巻
  1. 2012年11月8日発売、ISBN 978-4-396-76563-7
  2. 2014年7月8日発売、ISBN 978-4-396-76611-5
  3. 2015年10月8日発売、ISBN 978-4-396-76655-9
  4. 2016年10月8日発売、ISBN 978-4-396-76683-2
  5. 2017年4月25日発売、ISBN 978-4-396-76703-7
    - 「スイカにマヨネーズ」（初出：『マリカ』2008年8月号）収録

  6. 2017年11月20日発売、ISBN 978-4-396-76718-1

## テレビドラマ
2017年4月18日から6月20日までTBSテレビ系「火曜ドラマ」枠で放送された。主演は波瑠。

### キャスト

#### 主要人物
- 渡辺美都（武蔵野眼科で医療事務として勤務） - 波瑠[6][7]（中学生時代：内田愛）
- 渡辺涼太（美都の夫） - 東出昌大[6][7]
- 有島麗華（有島の妻） - 仲里依紗
- 有島光軌（美都の中学生時代の同級生） - 鈴木伸之（劇団EXILE）（中学生時代：小原唯和）

#### その他
- 飯田香子（美都の中学生時代からの親友） - 大政絢[8]（中学生時代：喜多乃愛）
- 横山皆美（有島と麗華が暮らすマンションに引っ越してきた主婦） - 中川翔子[8]
- 森留美（美都と眼科クリニックの同僚） - 黒川智花[8]
- 榎本祐機（有島が行きつけのバーで働くバーテンダー） - 成田偉心[8]
- 中野晴夫（悦子のスナックの常連客） - 春海四方
- 小田原 真吾（涼太の働くインテリア会社の同期） - 山崎育三郎[8]
- 千葉翔太（有島の部下） - 平間壮一
- 有島佳菜（有島の妹） - 大友花恋
- 有島陽子（有島の母） - 唐木ちえみ
- 横山良明（皆美の夫） - 山岸門人
- 美苗（有島の大学の同級生） - 立石晴香
- 佐藤美由紀（陶芸教室の生徒） - 山田真歩
- 和田悟（陶芸教室の講師） - 長野克弘
- 戸川多恵（麗華の母） - 清水ミチコ
- 花山司（美都の働くクリニックの眼科医。バツ3で独身） - 橋本じゅん[8]
- 三好悦子（美都の母。シングルマザー） - 麻生祐未[8]

### スタッフ
- 原作 - いくえみ綾『あなたのことはそれほど』（祥伝社フィールコミックス）
- 脚本 - 吉澤智子
- 主題歌 - 神様、僕は気づいてしまった「CQCQ」（Atlantic Japan）
- 演出 - 金子文紀、竹村謙太郎、福田亮介
- 編成 - 池田尚弘、中島啓介
- プロデューサー - 佐藤敦司
- 製作 - ドリマックス・テレビジョン、TBSテレビ

### 放送日程
| 各話                                                                         | 放送日  | サブタイトル                                    | 演出       | 視聴率 |
| ---------------------------------------------------------------------------- | ------- | ----------------------------------------------- | ---------- | ------ |
| Story1                                                                       | 4月18日 | 春の恋､満開!優しすぎる夫×忘れられない運命の人   | 金子文紀   | 11.1%  |
| Story2                                                                       | 4月25日 | 暴走する春の恋!背徳の温泉旅行                   | 金子文紀   | 09.0%  |
| Story3                                                                       | 5月02日 | ヤバい夫の哀しみ全てがバレる夜                  | 竹村謙太郎 | 09.5%  |
| Story4                                                                       | 5月09日 | 最愛の妻への最凶のプレゼント                    | 竹村謙太郎 | 09.9%  |
| Story5                                                                       | 5月16日 | 夫VS愛人!地獄の公園デビュー                     | 福田亮介   | 09.8%  |
| Story6                                                                       | 5月23日 | 変身夫と家出妻!決別の赤ワイン                   | 金子文紀   | 11.5%  |
| Story7                                                                       | 5月30日 | 遂に覚醒!誰よりも恐いうちの妻                   | 竹村謙太郎 | 12.4%  |
| Story8                                                                       | 6月06日 | 私、妊娠しました…炎上するW不倫                  | 福田亮介   | 13.5%  |
| Story9                                                                       | 6月13日 | ずっと好きだった…切なすぎる結末                 | 竹村謙太郎 | 10.1%  |
| Story10                                                                      | 6月20日 | 生まれ直しても今の相手を選びますか夫婦2組の決断 | 金子文紀   | 14.8%  |
| 平均視聴率 11.2%（視聴率はビデオリサーチ調べ、関東地区・世帯・リアルタイム） |         |                                                 |            |        |

### 評価
テレビドラマ『あなたのことはそれほど』は、概ね好意的な評価を受けた。作家の山下柚実は、主人公の美都が空っぽ、屈折や罪悪感や負の感情がなく、暗さがなく湿度がない、ある意味空虚という意味で、このドラマをドロドロの対極にある「透明な不倫ドラマ」と称した。また、その主人公の姿がこれまでにはない面白味を生んでいるのではないかと指摘した。朝日新聞、コラムニストのペリー荻野、ライターの吉田潮も同様の指摘をしている。情報サイトモデルプレスは、主人公の美都が『昼顔〜平日午後3時の恋人たち〜』、『不機嫌な果実』、『奪い愛、冬』などのこれまで描かれてきた不倫劇の主人公とは一線を画している理由は、彼女の行動の原動力が純粋な「恋する気持ち」でしかないからだと指摘している。ドラマ批評家の成馬零一は、本作は同じ放送枠でヒットした『逃げるは恥だが役に立つ』（略称「逃げ恥」）が取りこぼした結婚と恋愛（あるいは性愛）の分離の可能性という難題に容赦なく踏み込んだ結果、「逃げ恥」に対する強烈なカウンター、あるいはセルフパロディになっていると評価した。
出演俳優も肯定的な評価を受けた。主演の波瑠についてオリコンは、今まで中性的な役柄が多かった彼女が今作で「女の顔」を全開にした役を演じ、新境地を開いたとコメント。ネットメディアBusiness journalは、ドラマが複数回重ねた時点で、「清純派の波瑠が汚れ役を演じるのはまだ早いのではないか」と論評したが、最終回を迎えた後、「今となっては謝りたい。ここまでもあっけらかんとして悪びれない、不倫をするクズ女なのに透明感のある波瑠の演技がなければ、今作がこれほど注目を集めることも視聴率を残すこともなかったに違いないからだ」と述べ、賛辞を送った。主人公の夫・涼太役を演じた東出の演技は「怪演」と称され、1992年に放送されたドラマ『ずっとあなたが好きだった』で佐野史郎が演じたマザコン夫「冬彦さん」を彷彿とさせるという意見が聞かれた。これに対して佐野は自身のTwitterで、「噂は届いております」と反応。さらに「若き日の演技はその時だけのものかもですが、ご期待に応えられるようにしなきゃ」と俳優として刺激を受けている様子を示した。

### 受賞
- 第8回コンフィデンスアワード・ドラマ賞(2017年4月期) 
  - 助演男優賞 東出昌大[26]
- 第93回ザテレビジョンドラマアカデミー賞
  - 主演女優賞 波瑠[27]
  - 助演男優賞 東出昌大[28]
- 東京ドラマアウォード2017
  - 助演女優賞 仲里依紗[29]

| TBS 火曜ドラマ                         | TBS 火曜ドラマ                                     | TBS 火曜ドラマ                            |
| 前番組                                 | 番組名                                             | 次番組                                    |
| -------------------------------------- | -------------------------------------------------- | ----------------------------------------- |
| カルテット （2017年1月17日 - 3月21日） | あなたのことはそれほど （2017年4月18日 - 6月20日） | カンナさーん! （2017年7月18日 - 9月19日） |